# غواصة يو-40 (ألمانيا)
يو-40  هي غواصة تابعة للإمبراطورية الألمانية خدمت مع 329 غواصة في البحرية الإمبراطورية الألمانية أثناء الحرب العالمية الأولى. شاركت في الحرب البحرية في الحرب العالمية الأولى خلال معركة الأطلسي الأولى.تم طلب بنائها في 12 يونيو 1912 وحضر مراسم إطلاقها في 3 أبريل 1913 بواسطة شركة فريدريش كروب. دهلت الخدمة في 14 فبراير 1915.